# Bisdom Malolos
Het bisdom Malolos (Latijn: Dioecesis Malolosina) is een rooms-katholiek bisdom met als zetel Malolos, op de Filipijnen. Het bisdom is suffragaan aan het aartsbisdom Manilla. 

## Geschiedenis
Het bisdom werd opgericht op 25 november 1961, uit delen van het aartsbisdom Manilla. 

## Parochies
Het bisdom had in 2021 een oppervlakte van 2.843 km2 en telde 3.912.493 inwoners waarvan 94,6% rooms-katholiek was.

## Bisschoppen
- Manuel Platon Del Rosario (11 december 1961 - 15 december 1977)
  - Leopoldo Arayata Arcaira (hulpbisschop: 17 oktober 1966 - 25 januari 1988)
  - Ricardo Jamin Vidal (coadjutor: 10 september 1971 - 22 augustus 1973; kardinaal in 1985)
- Cirilo Reyes Almario (15 december 1977 - 20 januari 1996; coadjutor sinds 22 augustus 1973)
  - Leoncio Leviste Lat (hulpbisschop: 30 oktober 1980 - 1985)
  - Deogracias Soriano Iñiguez Jr. (hulpbisschop: 3 juli 1985 - 27 december 1989)
- Rolando Octavus Joven Tria Tirona (14 december 1996 - 28 juni 2003)
- José Francisco Oliveros (14 mei 2004 - 11 mei 2018)
  - Honesto Flores Ongtioco (apostolisch administrator: 12 mei 2018 - 21 augustus 2019)
- Dennis Cabanada Villarojo (14 mei 2019 - heden)

## Galerij van afbeeldingen

Wapen van het bisdom
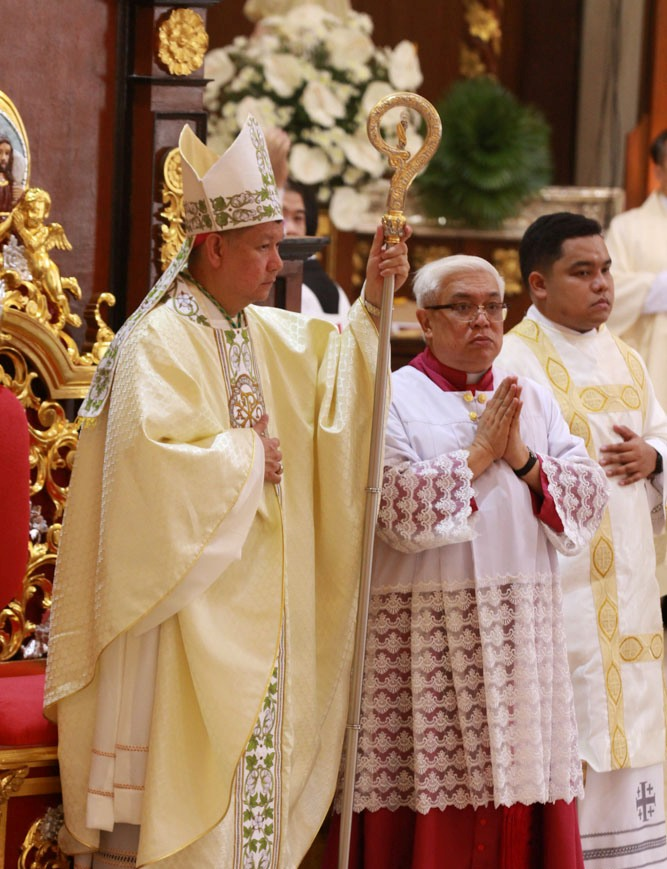
Bisschop Dennis Cabanada Villarojo (2019-heden)

Manilla (aartsbisdom) · Antipolo · Cubao · Imus · Kalookan · Malolos · Novaliches · Parañaque · Pasig · San Pablo